# Greenwell's Booth

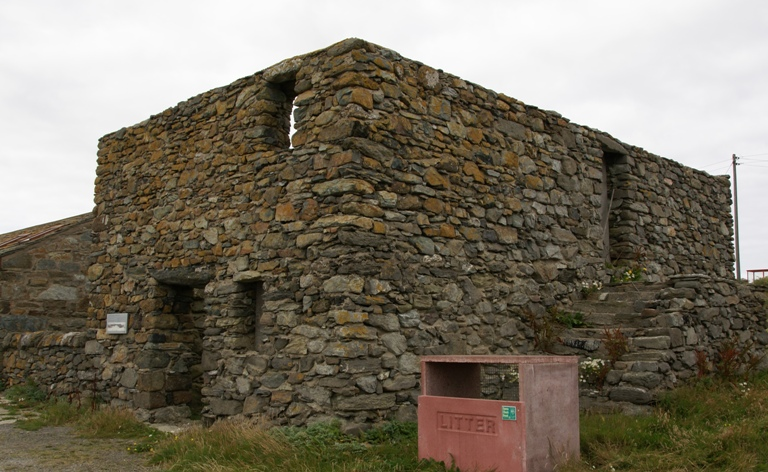
Greenwell's Booth aan de haven van Uyeasound op Unst

Greenwell's Booth was een zeventiende-eeuws pakhuis, gelegen in Uyeasound op het Shetlandse eiland Unst (Schotland), gebouwd ten behoeve van de handel met kooplieden van de Hanze.
Vanaf 1490 bezochten kooplieden uit Bremen de Shetlandeilanden om handel te drijven. Zij zochten onder andere gedroogde vis en dierenhuiden (van ossen, schapen, geiten, zeehonden en otters) en verkochten zaken als visgerei, lijnen en netten, en voedsel en drank. Rond 1730 bezochten een dozijn schepen vanuit Bremen en Hamburg jaarlijks de Shetlandeilanden. Tussen mei en augustus hielden de bemanningen van deze schepen zich bezig met het drogen en inzouten van vis. 
Rond 1646 werd Greenwell's Booth gebouwd door William Bruce. De booth diende als opslagplaats van goederen om handel te drijven met de kooplieden van de Hanze. In 1705 werd de booth verkocht aan James Scott van Voesgarth door Laurence Bruce. 
De booth bleef tot in de achttiende eeuw in gebruik. Twee graven van Duitse kooplieden van de Hanze zijn te vinden in de nabijgelegen kerk St Olaf's Church in Lund.